# OLPC XO-3

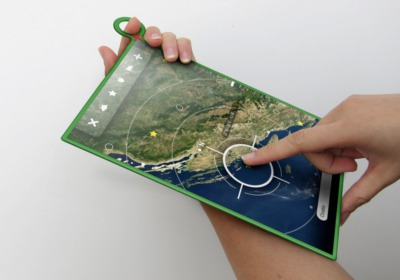
Projet XO-3

Le OLPC XO-3 était un projet d'ordinateur issu du projet One Laptop per Child. Prévu pour être le successeur du XO-2, le projet a été abandonné en novembre 2012 au profit de la tablette XO-1.

## Historique du projet et planification
Le projet a été plusieurs fois retardé,,. Un premier point d'étape devait être le CES 2011 en janvier, mais cela a été annulé.

Le projet a été abandonné en novembre 2012.

En 2009, le prix visé était de 75 USD.

En 2010, le prix est passé à 100 dollars. 

Un prototype a été présenté au CES 2012.

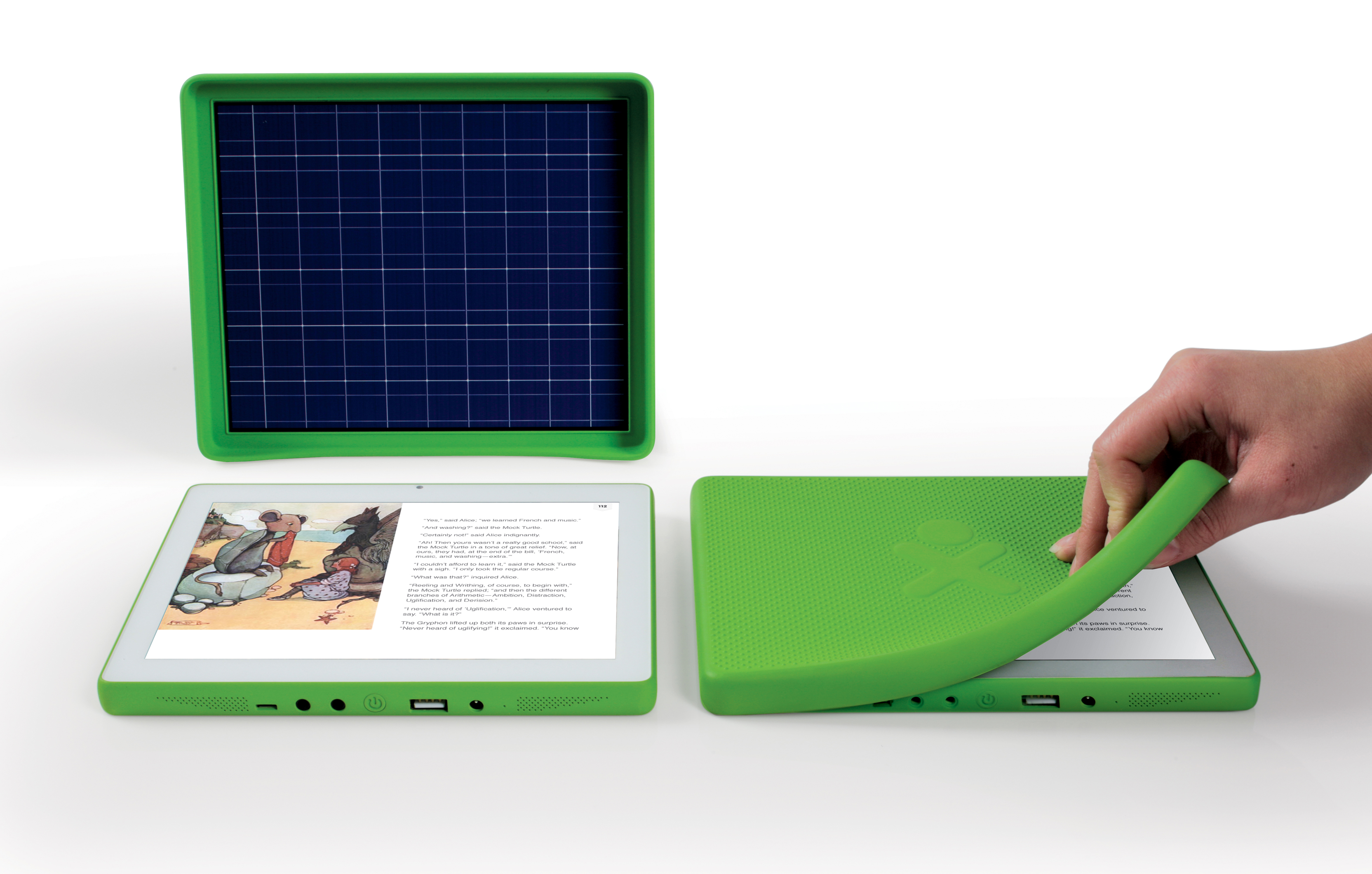
Prototype de XO-3

## Prototype présenté au CES 2012
La tablette possède un écran 8 pouces avec une résolution de 1024 × 768 et utilise une processeur ARM Marvell Armada 610. Elle est munie d'un appareil photo. Le XO-3 devait présenter des possibilités de recharge innovante comme une manivelle ou un panneau solaire et tourner sous le système d'exploitation Linux.